# Chanda nama
Chanda nama és una espèrcie de peix pertanyent a la família dels ambàssids i l'única del gènere Chanda.

## Descripció
- Fa 11 cm de llargària màxima.[3][4]

## Hàbitat
És un peix d'aigua dolça i salabrosa, bentopelàgic, potamòdrom, de clima tropical (38°N-6°N) i abundant durant l'estació humida.

## Distribució geogràfica
Es troba a Àsia: el Pakistan, l'Índia, el Nepal, Bangladesh i Myanmar.

## Ús comercial
És present als mercats locals.

## Observacions
És inofensiu per als humans i popular com a peix d'aquari. A més, hom pensa que aquesta espècie podria ésser emprada amb eficàcia en el control de la filària de Medina, un paràsit que infecta l'home i la malària.